# Le Chat chapeauté (série télévisée)
 (août 2020).
Pour les articles homonymes, voir Le Chat chapeauté (homonymie) et Le Chat chapeauté.
Le Chat chapeauté (ou Le Chat dans le Chapeau est un futé rigolo au Québec, Belgique et Tchad; The Cat in the Hat Knows a Lot About That!) est une série télévisée d'animation américano-britannico-canadienne créée par Carol-Lynn Parente et Christine Ferraro, produite par Collingwood & Co. et Portfolio Entertainment, et diffusée entre le 7 août 2010 et le 3 novembre 2018 sur PBS Kids.
En France, la série a été diffusée sur TiJi et Au Québec, elle est diffusée en 2011 sur Yoopa. Elle reste inédite dans les autres pays francophones.

## Synopsis
Chaque épisode présente Le Chat chapeauté qui mène les voisins Nick et Sally, le poisson, et Bidule Un et Bidule Deux dans une série d'aventures à bord de "l'Aéro-Machin-Chouette", un engin seussien qui peut faire pousser des ailes, des pontons, un booster fusées, changer de taille et faire à peu près tout ce qui est nécessaire pour faire avancer l'aventure. Les aventures sont suscitées par une question posée par Nick ou Sally au début de chaque épisode, ce qui les conduit inévitablement à travers le monde à «faire des découvertes en sciences naturelles». Semblable à d'autres séries PBS Kids telles que Georges le petit singe et Sid, le petit scientifique, Le Chat chapeauté se concentre sur l'introduction des enfants d'âge préscolaire à divers concepts scientifiques et d'apprentissage.

## Voix
- Nicholas Savard L'Herbier : Le Chat
- Kim Jalabert : Sally
- Véronique Marchand : Nick (17 épisodes)
- Julie Beauchemin : Nick / Mère de Sally
- Benoit Éthier : Le Poisson
- Valérie Gagné : Mère de Nick / Reine / Carmela
- Kevin Houle : Chose 1 / Chose 2

 Source et légende : version québécoise (VQ) sur Doublage.qc.ca